# INVSN
INVSN, anciennement Invasionen, est un groupe suédois de punk rock, originaire d'Umeå.

## Histoire

### Débuts
Après la sortie du deuxième album du groupe américain The Lost Patrol Band, intitulé Automatic, celui-ci menace le groupe d'un procès pour plagiat, et change donc son nom en Invasionen en 2008. Avec ce changement de nom, ils changent également de langue, passant de l'anglais au suédois, et partiellement de direction musicale. En 2010, leur premier album, Hela världen brinner, sort sur le label Sony Music. Peu après la sortie de l'album, le bassiste du groupe Robert Hurula Pettersson quitte le groupe pour se concentrer sur son groupe Masshysteri, et est remplacé par Richard Österman.
Après une longue tournée d'été, notamment en Espagne, Invasionen commence à enregistrer son deuxième album au cours de l'hiver 2010. Des titres comme Demonerna, et Linjerna avaient été enregistrés plus tôt dans l'année, et les morceaux du deuxième album ont pris une nouvelle direction par rapport aux chansons punk rock directes du premier album, vers un son plus sombre et plus sérieux. Après les singles Arvegods et Sanningsenligt, l'album Saker som jag sagt till natten sort à l'automne 2011. L'album est bien accueilli par la presse spécialisée. Avant la sortie de l'album, Sara Almgren de Masshysteri rejoint le groupe à la basse et au chant, tandis qu'Österman passe à la guitare.
À l'automne 2011, Invasionen effectue une tournée d'une semaine en Chine, où l'album est également sorti, qui est suivie d'une tournée plus longue dans les pays nordiques. 
En 2012, Dennis Lyxzén est occupé avec la reformation de Refused. Invasionen réussit tout de même à donner 20 concerts, dont une courte tournée en Finlande. Un nouvel album avec Invasionen était prévu pour être enregistré en 2012, mais a été reporté en raison de la tournée de Lyxzén avec Refused. En septembre, le groupe enregistre une démo de 7 chansons et en décembre, ils annoncent l'enregistrement d'un troisième album pour janvier 2013.

### INVSN
Au printemps 2013, le groupe change de nom, et passe d'Invasionen à INVSN, sortant par la même occasion le single Down in the Shadows. Le nouvel album, éponyme, est sorti en suédois et en anglais. Aux États-Unis, l'album sort sur le label Razor & Tie, qui avait entendu une version anglaise de Things I Said to the Night et signé le groupe. La version anglaise de INVSN est sortie le 24 septembre, et après quelques concerts en Suède, le groupe s'embarque pour une longue tournée américaine en octobre en première partie de Minus the Bear. Pour cette tournée, Christina Karlsson rejoint le groupe aux claviers et Kajsa Bergsten à la guitare. En 2013 et 2014, INVSN joue plus de 110 concerts dans le monde entier. Ils réussissent à faire deux tournées américaines et à visiter Cuba et, entre autres, à faire une tournée européenne en première partie de Against Me!.
L'année 2014 se termine par la sortie d'un vinyle limité de la chanson Hjärtat et d'un split single avec le groupe américain Sister Mystery, ainsi que par une courte tournée britannique avec Echo and the Bunnymen. En 2015, Refused sort l'album Freedom et INVSN est donc relativement discret toute l'année. Cependant, à l'automne 2015, ils font une tournée scandinave avec The Soft Moon.

### Signature chez Woah Dad!
En octobre 2016, INVSN change de label et signe chez Woah Dad!.
Le 21 octobre 2016, le single Immer Zu sort avec Sara Almgren et Christina Karlsson au chant. Immer Zu est également le premier single de l'album d'INVSN The Beautiful Stories qui a été produit par Adam « Atom » Greenspan. Le deuxième single de l'album, This Constant War, sort en 2017, suivi de l'album The Beautiful Stories.

## Projets parallèles
Sara Almgren a joué, entre autres, dans Masshysteri, The (International) Noise Conspiracy, The Vicious, The Doughnuts et a également tourné avec Marit Bergman et Sahara Hotnights. Outre INVSN, Christina Karlsson joue avec des groupes et des artistes comme Frida Selander, Tiger Forest Cat et Honungsvägen. Anders Stenberg est membre de Deportees, et a joué avec Lykke Li et Eva Dahlgren. André Sandström vient de DS-13 et a également joué dans The Vicious et Ux Vileheads. Dennis Lyxzén a joué dans un certain nombre de groupes différents, dont Refused est le plus célèbre, mais il a également joué dans des groupes comme The (International) Noise Conspiracy, AC4 et a tourné avec The Bloody Beetroots.

## Discographie

### Albums studio
- 2010 : Hela världen brinner (Sony/ Ny Våg Records)
- 2011 : Saker som jag sagt till natten (Sony)
- 2013 : INVSN (Razor & Tie/ Sony)
- 2017 : The Beautiful Stories (Woah Dad!)
- 2022 : Let the Night Love You

### EP
- 2011 : Arvegods (Ny våg Records/Scharinska)
- 2018 : Forever Rejected (Woah Dad!)

### Singles
- 2009 : Invasionen (vinyle, April 77 Records)
- 2010 : Får aldrig tro (vinyle, Sony)
- 2011 : Sanningsenligt (téléchargement numérique)
- 2013 : Down in The Shadows/Ner I Mörkret - Dan Lissvik Remix (téléchargement numérique)
- 2014 : Hjärtat (vinyle, Sony)
- 2014 : Split avec Sister Mystery (Beyond Ideas)
- 2016 : Immer Zu (vinyle, Woah Dad!)
- 2017 : This Constant War (Woah Dad!)
- 2017 : Love (Woah Dad!)